# 후루사와촌 (지바현)
후루사와촌(古沢村)은 지바현 이스미군에 일찍이 존재했던 촌이다. 

## 지리
- 현재의 이스미시 북부에 해당한다.
- 마을 지역은 산이 많은 지형이다.
- 마을은 이구미강 북쪽 기슭에 위치해 있다.

## 역사
- 1889년 4월 1일 - 정촌제 시행에 수반해 이스미군 후루사와촌이 성립하였다.
- 1954년 12월 1일 - 조세이군 다이토촌과 합병해 이스미군 다이토정이 성립아여, 동일 후루사와촌은 폐지되었다.

## 인구
| 1891년 | 3,849 |
| 1903년 | 3,325 |
| 1920년 | 3,325 |
| 1930년 | 3,264 |
| 1950년 | 4,114 |

## 참고문헌
- 岬町『岬町史』、岬町、1983年
- 角川日本地名大辞典編纂委員会『角川日本地名大辞典 12 千葉県』、角川書店、1984年 ISBN 4040011201